# Zahraniční vztahy Izraele

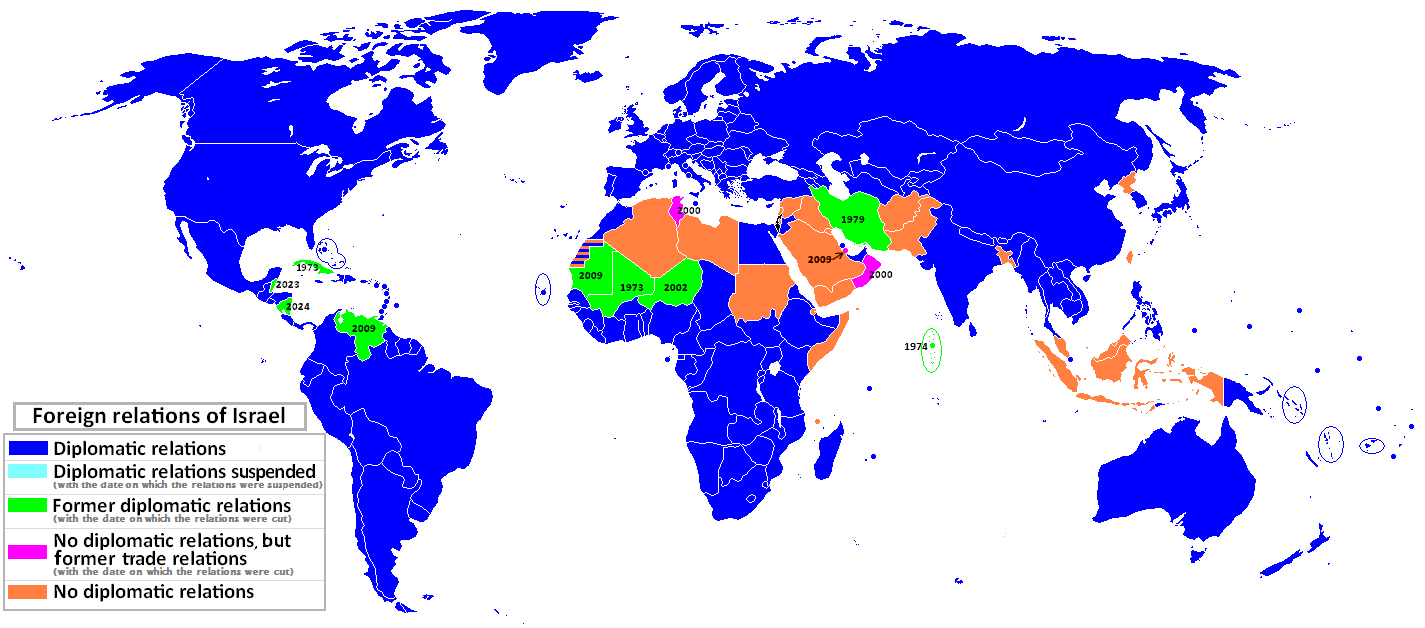
Země světa podle zahraničních vztahů Izraele.
zahraniční vztahy jsou udržovány
zahraniční vztahy nejsou udržovány
zahraniční vztahy v minulosti byly udržovány

Zahraniční vztahy Izraele zahrnují diplomatické vztahy a mezinárodní dohody státu Izrael s jinými zeměmi. Izrael vstoupil do Organizace spojených národů 11. května 1949. V současnosti má Izrael vztahy se 163 zeměmi.
Od svého založení čelil Izrael bojkotu ligy arabských států. Od Šestidenní války navázala vztahy i s několika arabskými zeměmi.

## Země bez zahraničních vztahů s Izraelem
Izrael nemá žádné zahraniční diplomatické ani obchodní vztahy s 35 zeměmi, z nichž 21 je členy Ligy arabských států. V polovině ledna 2009, při konfliktu v Gaze, s Izraelem rozvázaly diplomatické vztahy čtyři země (Katar, Mauretánie, Bolívie a Venezuela).
- Afrika: Alžírsko, Čad, Komory, Džibuti, Guinea, Libye, Mali, Mauritánie, Somálsko, Tunisko
- Jižní Amerika: Bolívie, Kuba, Venezuela
- Blízký východ: Írán, Irák, Libanon, Kuvajt, Omán, Katar, Saúdská Arábie, Sýrie, Jemen
- Jižní a střední Asie: Afghánistán, Bangladéš, Bhútán, Maledivy, Pákistán.
- Jihovýchodní Asie: Brunej, Malajsie, Indonésie
- Východní Asie: Tchaj-wan, Severní Korea

14. ledna 2009 Bolívie a Venezuela přerušily diplomatické vztahy s Izraelem a o dva dny později Katar a Mauritánie přerušily s Izraelem styky jak politické, tak ekonomické. Tento krok nastal poté, co Bašár al-Asad a Chálid Mašál vyzvali v katarském hlavním městě Dauhá všechny arabské státy k přerušení vztahu s židovským státem na protest proti válce v Gaze. 6. března téhož roku pak izraelská diplomatická mise v Mauritánii zemi na výzvu mauritánských úřadů opustila, čímž bylo ukončeno devět let diplomatických vztahů. Mauritánská diplomatická mise v Izraeli opustila židovský stát již dříve, bez zaslání oficiálního vyrozumění izraelskému ministerstvu zahraničních věcí. Po Izraelském útoku na humanitární konvoj do Gazy se zhoršily vztahy Izraele s Tureckem, které zašlo až k přerušení kdysi strategicky důležité spolupráce v oblasti vyzbrojování a vyhoštění izraelského velvyslance, prohlášení, že Turecko bude izraelská letadla v jeho vzdušném prostoru identifikovat za nepřátelská a dopis z Knessetu Hilary Clintonové, doporučující jí, aby USA označily Turecko za stát podporující terorismus.

### Částečné uznání a/nebo obchodní dohody
V říjnu 2000 Bahrajn, Maroko a Omán přerušily diplomatické styky s Izraelem, čímž došlo k uzavření izraelských diplomatických misí v těchto zemí; obchodní a ekonomické svazky však nadále fungují. Maroko a Tunisko obvykle dovolují izraelským turistům vstupovat na svá území. Za zmínku rovněž stojí vřelé vztahy Izraele s marockým králem Hasanem II. Navzdory absenci plných diplomatických vztahů král Hasan od 70. let usiloval o arabsko-izraelský mír. Když v roce 1999 zemřel, tehdejší premiér Ehud Barak a ministr zahraničí David Levy (původem z Maroka) odletěli do Rabatu na jeho pohřeb.
Saharská arabská demokratická republika v Západní Sahaře částečně uznává Izrael.
Severní Korea umožňuje Izraelcům s izraelským pasem vstoupit na její území, avšak s Izraelem diplomatické styky nemá.

## Evropa

### Česká republika
Československo uznalo nezávislost Izraele 5 dní po jejím vyhlášení, tj. 19. května 1948. Diplomatické styky mezi zeměmi byly zahájeny 3. července 1948. Československá vláda nově vzniklý izraelský stát po několik měsíců zásobovala vojenskou technikou a zbraněmi. Poté však nová komunistická vláda tuto podporu přerušila a po šestidenní válce v roce 1967 byly přerušeny i diplomatické styky. Po sametové revoluci došlo k obnovení vzájemných vztahů.
Československo bylo jedinou zemí, která v prvních letech posílala pomoc Izraeli, např. v mezi lety 1947–1949, kdy dodávala Izraeli zbraně. Bylo také jednou ze 33 zemí, které hlasovaly pro plán OSN na rozdělení Palestiny z roku 1947 doporučující založení židovského státu.
Po rozpadu Československa navázal Izrael s oběma státy diplomatické vztahy, Českou republikou a Slovenskem.
V prosinci 2008 chtělo české letectvo trénovat v pouštních podmínkách pro nadcházející misi v Afghánistánu a Izrael byl jedinou zemí, která souhlasila. Za tímto účelem nabídl své pouštní oblasti, aby poděkoval Čechům za výcvik izraelských pilotů při založení země.

### Francie
Po deklaraci nezávislosti Izraele tyto země udržovaly úzké politické a vojenské vazby. Francie byla hlavním izraelským dodavatelem zbraní, do vyhlášení nezávislosti Alžírska v roce 1962, kdy Francie neměla o Izrael takový zájem jako předtím a Francie byla vůči Izraeli stále kritičtější. Tři dny před vypuknutím šestidenní války v roce 1967 uvalila vláda Charlese de Gaulla na region zbrojní embargo, které se nejvíce dotklo Izraele. Po této válce se do Izraele přestěhovalo přes 5 000 francouzských Židů.
Za vlády Françoise Mitterranda na počátku 80. let se francouzsko-izraelské vztahy výrazně zlepšily. Mitterrand byl prvním francouzským prezidentem, který navštívil Izrael, když byl ve funkci. Poté, co byl v roce 1995 zvolen Jacques Chirac prezidentem, vztahy upadly díky jeho podpoře Jásira Arafata během prvních fází druhé intifády. Po zvolení Nicolase Sarkozyho, v květnu 2007, nový francouzský vůdce řekl, že odmítne pozdravit každého světového vůdce, který neuznává existenci Izraele.

### Německo
Vztahy mezi Izraelem a Německem se rozplynuly po konci druhé světové války a holokaustu. V roce 1952 nabídlo Západní Německo Izraeli reparace, které vstoupily v platnost v březnu 1953. Formální diplomatické vztahy mezi zeměmi byly navázány v roce 1965. V Izraeli však zůstávala nedůvěra k německému lidu a komunity židovských diaspor po celém světě po mnoho let. Vztahy mezi Východním Německem a Izraelem nikdy nebyly navázány.

## Severní Afrika a Střední Východ

### Bahrajn
Izrael a Bahrajn navázaly diplomatické vztahy v září 2020.
Na setkání s velvyslancem USA v únoru 2005 se bahrajnský král Hamad bin Ísá Ál Chalífa pyšnil tím, že má kontakt s izraelskou zpravodajskou službou Mosad. Naznačil, že Bahrajn je připraven rozvíjet vztahy i v jiných oblastech. Odmítl však myšlenku obchodních vztahů s tím, že je příliš brzy a bude odloženo až do vzniku nezávislého palestinského státu.
Král Hamad na návštěvě amerického ministra zahraničí Mika Pompea řekl, že jeho země je odhodlána vytvořit palestinský stát, a odmítl tlak Washingtonu, aby arabské země normalizovaly vztahy s Izraelem.
Dne 11. září 2020 však bylo oznámeno, že Bahrajn a Izrael se dohodly na navázání úplných diplomatických vztahů. Americký prezident Donald Trump v reakci na tuto událost řekl: „Neexistuje silnější reakce na nenávist, která se objevila 11. září.“ Dohoda byla podepsána 15. září 2020 v Bílém domě ve Washingtonu, D.C. Dne 18. října 2020 odcestovala izraelská delegace vedená poradcem pro národní bezpečnost Meirem Ben-Shabbatem do bahrajnské Manámy, aby podepsala dokument normalizačního prohlášení.

### Egypt
Od podpisu mírové smlouvy mezi Egyptem a Izraelem v roce 1979 mají tyto dva státy plné diplomatické styky.
Veřejné mínění o Izraeli je však vysoce negativní; Podle průzkumu egyptské vlády z roku 2006, kterého se zúčastnilo 1 000 Egypťanů (provedeno v době druhé libanonské války), 92 % Egypťanů považovalo Izrael za nepřátelský národ.
Egypt zprostředkoval několik neoficiálních dohod o příměří mezi Izraelem a Palestinci.

### Jordánsko
Izrael má s Jordánskem diplomatické vztahy od podpisu mírové smlouvy mezi Izraelem a Jordánskem v roce 1994, vztahy však zůstávají poněkud napjaté. Více než polovina jordánské populace pochází z palestinských uprchlíků, kteří mají v drtivé většině negativní názory na Izrael.
V roce 1996 podepsaly obě země obchodní smlouvu. V rámci dohody Izrael pomáhal se zřízením moderního lékařského centra v Ammánu.
Dne 22. listopadu 2019 popsal jordánský král Abdulláh vztahy Jordánska s Izraelem jako vztahy na historicky nejnižší úrovni, zejména kvůli vnitrostátním politickým problémům v Izraeli.

### Katar
Katar a Izrael v současné době nemají diplomatické vztahy, přestože v letech 1996 až 2000 udržovaly hospodářské vztahy. Katar je významným finančním podporovatelem palestinské sunnitsko-islámské fundamentalistické skupiny Hamás.
V roce 2013 Katar údajně pomáhal při izraelské operaci převedení skupiny jemenských Židů do Izraele. Podle zdroje mělo 60 Židů prchajících z Jemenu povoleno přechod z Dauhá letem do Izraele.
Izraelští vůdci ostře kritizovali katarskou diplomatickou a finanční podporu Hamásu v návaznosti na operaci Ochranné ostří a obvinili Katarce z toho, že jsou hlavními sponzory terorismu.
V červnu 2015 katarská vláda usnadnila jednání v Dauhá mezi Izraelem a Hamásem, aby projednala možné pětileté příměří mezi oběma stranami.

### Maroko
V prosinci 2020 bylo oznámeno, že Maroko se rozhodlo normalizovat vztahy s Izraelem. Od srpna 2020 je po Súdánu, Bahrajnu a Spojených arabských emirátech čtvrtou zemí, která tak učinila. S americkým přispěním se stalo šestou zemí sdruženou v Lize arabských států, která normalizovala styky s Izraelem.

### Spojené arabské emiráty
Izrael a Spojené arabské emiráty oznámily dohodu o navázání diplomatických vztahů dne 13. srpna 2020.
Před oficiálním uznáním Izraele neumožnily Spojené arabské emiráty izraelským občanům ani osobám podezřelým, že jsou občany Izraele vstup do Spojených arabských emirátů, včetně držitelů izraelských pasů, ale s výjimkou tranzitu. Státní příslušníci třetích stran s izraelskými razítky nebo vízy v pasech však měli vstup povolen.
Mezi Izraelem a SAE neprobíhaly žádné přímé lety, takže všechny lety musely zastavovat ve jiných, neutrálních zemích (např. v Jordánsku) a do vzdušného prostoru Spojených arabských emirátů nesmělo vstoupit žádné izraelské letadlo. Taková omezení neplatila v Izraeli, ačkoli Spojené arabské emiráty zakazovaly svým občanům i letadlům vstup do Izraele. Po atentátu na Mahmouda al-Mabhouh v Dubaji, ze kterého byl viněn Izrael, byla zpřísněna omezení proti vstupu izraelských občanů.
Dne 14. července izraelský prezident Jicchak Herzog spolu s velvyslancem emirátů otevřeli velvyslanectví v Izraeli a Spojené arabské emiráty se tak staly třetí arabskou zemí, která zde otevřela svou ambasádu.

### Turecko
Turecko bylo první muslimskou zemí, která formálně uznala Stát Izrael a to pouze rok po deklaraci nezávislosti (28. března 1949). Izrael byl hlavním dodavatelem zbraní do Turecka.
V únoru 2006 utrpěly vztahy mezi Tureckem a Izraelem, když Turecko hostilo delegaci palestinské skupiny Hamás, ačkoli na oficiální návštěvě Turecka v roce 2006 tehdejší izraelská ministryně zahraničí Cipi Livniová uvedla, že „dvoustranné vztahy mezi Tureckem a Izraelem jsou vynikající. Nejen na úrovni vůdce k vůdci, ale také na úrovni mezi lidmi “.
V lednu 2009 turecké vládní odsoudily operaci Lité olovo, v průběhu války v Gaze, které vážně napjalo vztahy mezi oběma zeměmi. Erdoğan ostře kritizoval chování Izraele v Gaze na konferenci Světového ekonomického fóra ve švýcarském Davosu počátkem roku 2009.

## Subsaharská Afrika

### Angola
Vztahy mezi Izraelem a Angolou jsou výborné a jsou primárně založeny na obchodu a proamerické zahraniční politice. V březnu 2006 dosáhl objem obchodu mezi oběma zeměmi 400 milionů dolarů. V roce 2005 navštívil angolský prezident José Eduardo dos Santos Izrael.
V srpnu 2012 navštívil angolský kancléř po dobu tří dní Jeruzalém, kde vlády Angoly a Izraele ratifikovaly v Tel Avivu dohodu o posílení vazeb mezi oběma zeměmi. Izraelský prezident Šimon Peres uvedl, že by to mělo být založeno na oblastech vědy a technologie, ekonomiky a bezpečnosti, a angolský kancléř vyjádřil přání pokračovat v bilaterální spolupráci v oblasti zdraví, zemědělství, vědy a technologie.

### Eritrea
Eritrea navázala s Izraelem vztahy krátce poté, co v roce 1993 získala nezávislost, a to přes protest arabských zemí. Izraelsko-eritrejské vztahy jsou blízké. Prezident Eritreje navštívil Izrael za účelem lékařského ošetření. Eritrea však odsoudila izraelskou vojenskou operaci Lité olovo.

### Etiopie
Etiopie je izraelským nejbližším spojencem na africkém kontinentu kvůli svým společným politickým, bezpečnostním i náboženským zájmům. Jejich vztahy byly přerušeny mezi lety 1973 a 1989. V roce 1989 byly obnoveny formální diplomatické vztahy. Na konci roku 1989 Izrael údajně dokončil tajnou dohodu o poskytnutí zvýšené vojenské pomoci výměnou za umožnění imigrace etiopských Židů do Izraele. Mnoho měst v Etiopii je pojmenováno po biblických osadách Izraele, včetně třetího největšího etiopského města Adama (dříve Nazaret).
Izrael byl jedním z nejspolehlivějších etiopských dodavatelů vojenské pomoci a podporoval různé etiopské vlády během eritrejské války za nezávislost.

### Keňa
Diplomatické vztahy mezi Keňou a Izraelem byly navázány v prosinci 1963. Izrael má velvyslanectví v Nairobi a Keňa má velvyslanectví v Tel Avivu. V roce 2003 požádala Keňa o pomoc Izraele při vývoji národního programu sluneční energie. V roce 2006 vyslal Izrael do Keni 80členný pátrací a záchranný tým, aby zachránil lidi uvězněné v troskách po zhroucení budovy.

### Malawi
Izrael navázal diplomatické vztahy s Malawi v červenci 1964, ihned poté země a dosáhla nezávislosti na Spojeném království. Malawi bylo jedním ze tří subsaharských afrických států (společně s Lesothem a Svazijskem), které pokračovaly v udržování diplomatických vztahů s Izraelem v důsledku Jomkipurské války v roce 1973 a tyto vztahy dosud nepřerušily.